# 迷走神經刺激
迷走神經刺激（英語：Vagus nerve stimulation）是對迷走神經傳遞電脈衝，用作某些頑固性癲癇和難治型憂鬱症的附加治療。常見的副作用包括咳嗽和呼吸急促。嚴重的副作用可能包括說話困難和心搏停止。